# 江浙等処行中書省

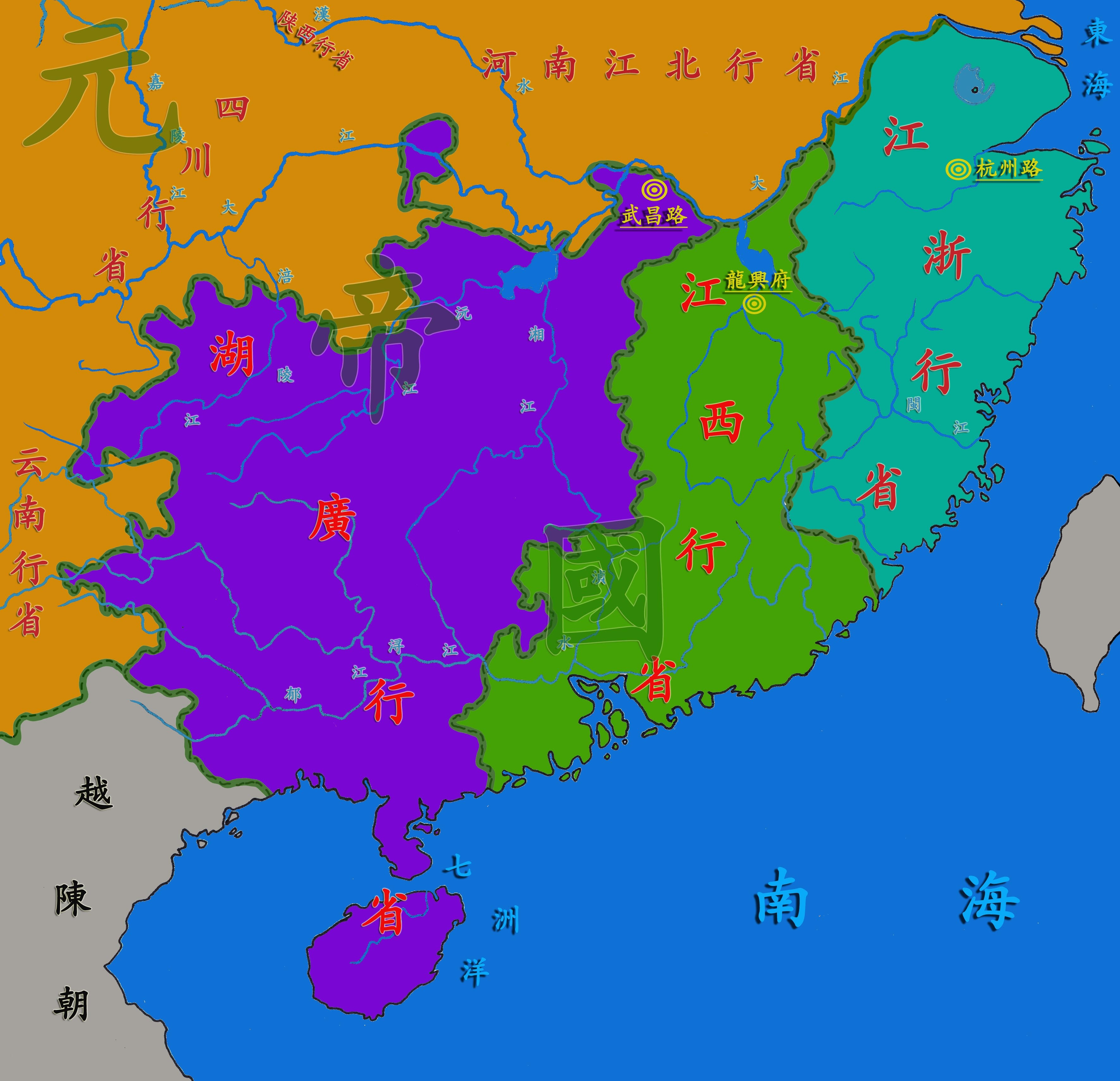
江浙行省の位置

江浙等処行中書省（こうせつとうしょ-こうちゅうしょしょう、以下江浙行省と略称する）は元が設置した1級行政区画の行中書省。

## 地理
1299年（大徳3年）以降、江浙行省は現在の長江以南の浙江省及び福建省全域、江蘇省の大部分、安徽省及び江西省の一部を管轄していた。

## 歴史
江浙行省の前身は1273年（至元10年）、南宋攻略を進める元朝は軍事機関として設置された荊湖行枢密院及び淮西行枢密院である。翌年両行枢密院は行中書省に改編された。両者の差異は枢密院の出先機関か中書省の出先機関かにあり、共に軍事行動に際しての最前線の軍政を担う行政機構であった。
1276年（至元13年）、元軍は南宋の都城である臨安（現在の杭州市）を占領、南宋の皇帝であった恭宗が捕虜となり宋朝は滅亡、南宋支配地域は元朝の版図に編入された。元朝は南宋の中心であった地域に両浙大都督府を設置、6月には大都督府を廃し臨安行省が新設された。同年10月、淮東地区を管轄する揚州行省を設置、1278年（至元15年）に臨安行省と揚州行省が統合され江淮行省（省会は杭州）が新設されたのに伴い、淮東地区には宣慰司が設置され江淮行省に属した。その後省会が杭州と揚州の間を数度にわたって移転したが、1289年（至元26年）以降は杭州に定まっている。
1291年（至元28年）、江淮行省の長江北岸地域が河南行省に移管され、両淮地区が管轄範囲から外されたため行省名称も江浙行省と改称された。1299年（大徳3年）には福建行省が廃止となり江浙行省に移管され、元末まで沿襲された。

## 下部行政区画
- 江南浙西道（7路、1府、1州）
  - 杭州路
  - 湖州路
  - 嘉興路
  - 平江路
  - 常州路
  - 鎮江路
  - 建徳路
  - 松江府
  - 江陰州
- 浙東海右道（7路）
  - 慶元路
  - 衢州路
  - 婺州路
  - 紹興路
  - 温州路
  - 台州路
  - 処州路
- 江東建康道（8路、1州）
  - 寧国路
  - 徽州路
  - 饒州路
  - 集慶路
  - 太平路
  - 池州路
  - 信州路
  - 広徳路
  - 鉛山州
- 福建閩海道（8路）
  - 福州路
  - 建寧路
  - 泉州路
  - 興化路
  - 邵武路
  - 延平路
  - 汀州路
  - 漳州路